# Souvanny Souksavath
Souvanny Souksavath (ur. 1 września 1960) – laotański strzelec, olimpijczyk. 
Brał udział w Letnich Igrzyskach Olimpijskich 1980 jako jeden z sześciu reprezentantów Laosu w strzelectwie. Startował jedynie w konkurencji pistoletu dowolnego z odl. 50 m, w której zajął przedostatnie, 32. miejsce (wyprzedził tylko swojego rodaka Syseuya). Do zwycięzcy Souksavath stracił 79 punktów.

## Wyniki olimpijskie
| Igrzyska | Konkurencja            | Wynik                          | Miejsce    | Źródło |
| -------- | ---------------------- | ------------------------------ | ---------- | ------ |
| IO 1980  | Pistolet dowolny, 50 m | 502 punkty (84-88-86-80-88-76) | 32 (na 33) | [ 1 ]  |